# عبد الرحمن بن أبي الرجال
عبد الرحمن بن أبي الرجال، تابعي، وأحد رواة الحديث النبوي من الثقات.

## سيرته
اسمه: محمد بن عبد الرحمن بن عبد الله بن حارثة بن النعمان بن نفع بن زيد بن عبيد بن ثعلبة بن غنم بن مالك بن النجار الأنصاري النجاري المدني. وهو أخو حارثة بن أبي الرجال ومالك بن أبي الرجال، ومحمد بن أبي الرجال، وأبي بكر بن أبي الرجال. وكان جده حارثة بن النعمان من أهل غزوة بدر. وأمه أم أيوب بنت رفاعة بن عبد الرحمن بن عبد الله بن صعصعة بن وهب، من بني عدي بن النجار. ذكره محمد بن سعد البغدادي في الطبقة السادسة من أهل المدينة المنورة. وقال: كان ينزل بعض ثغور الشام.

## روايته للحديث النبوي
- روى عن: إسحاق بن يحيى بن طلحة بن عبيد الله، وأخيه حارثة بن أبي الرجال، وربيعة بن أبي عبد الرحمن، وعبد الله بن أبي بكر بن محمد بن عمرو بن حزم، وعبد الرحمن بن أبي الزناد، وهو من أقرانه، وعبد الرحمن بن عمرو الأوزاعي، وعمارة بن غزية الأنصاري، وعمر بن عبد الله مولى غفرة، وعمر بن نافع مولى ابن عمر، ومحمد بن عبد الرحمن بن أبي ذئب، وأبيه أبي الرجال محمد بن عبد الرحمن الأنصاري، ويحيى بن سعيد الأنصاري، ويعقوب بن محمد بن طحلا.[3]
- روى عنه: إسماعيل بن قيس بن سعد بن زيد بن ثابت الأنصاري، وهو من أقرانه، وبشر بن الحكم النيسابوري، والحكم بن موسى القنطري، وسليمان بن عبد الرحمن الدمشقي، وسويد بن سعيد الحدثاني، وعبد الله بن يوسف التنيسي، وعبد العزيز بن عبد الله الأويسي، وأبو نعيم الفضل بن دكين، وعمر بن حفص بن ثابت الأنصاري الحلبي، وعمران بن خالد بن أبي جميل، وقتيبة بن سعيد، ومحمد بن الحسن بن زبالة المخزومي، وأبو الجماهر محمد بن عثمان التنوخي، وهشام بن عمار، ويحيى بن صالح الوحاظي ويحيى بن قزعة.[3]
- الجرح والتعديل: قال يحيى بن معين: ثقة. وكذلك قال المفضل بن غسان الغلابي، والدارقطني. وقال أبو حاتم الرازي: صالح، هو مثل عبد الرحمن بن زيد بن أسلم، وقال الآجري: «سئل أبو داود عن عبد الرحمن بن أبي الرجال، فقال: أحاديث عمرة يجعلها كلها من عائشة»، وقال في موضع آخر: ليس به بأس، وذكره ابن حبان في كتاب الثقات، وقال: ربما أخطأ. روى له الأربعة.[3] قال شمس الدين الذهبي: «وثقه ابن معين، وغيره. ولينه أبو حاتم... وقال ابن عدي: أرجو أنه لا بأس به.».[4]